# Meso

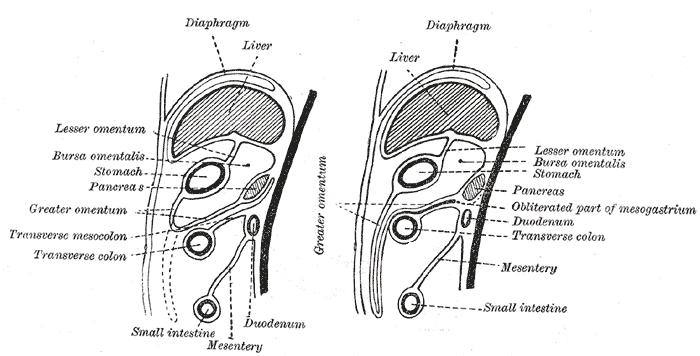
Corte Sagital de la cavidad abdominal. Se muestran las estructuras del tubo digestivos unidas entre sí o a la pared abdominal a través de una doble hoja de peritoneo, el Meso

Meso deriva del griego meso- (μέσος): medio. En anatomía, relacionado con dos hojas de peritoneo que fijan un órgano a la pared abdominal. El mesogastrio, mesoduodeno, mesenterio o mesocolon según esté en conexión con el estómago, el duodeno, el yeyuno y el íleon o el colon. 

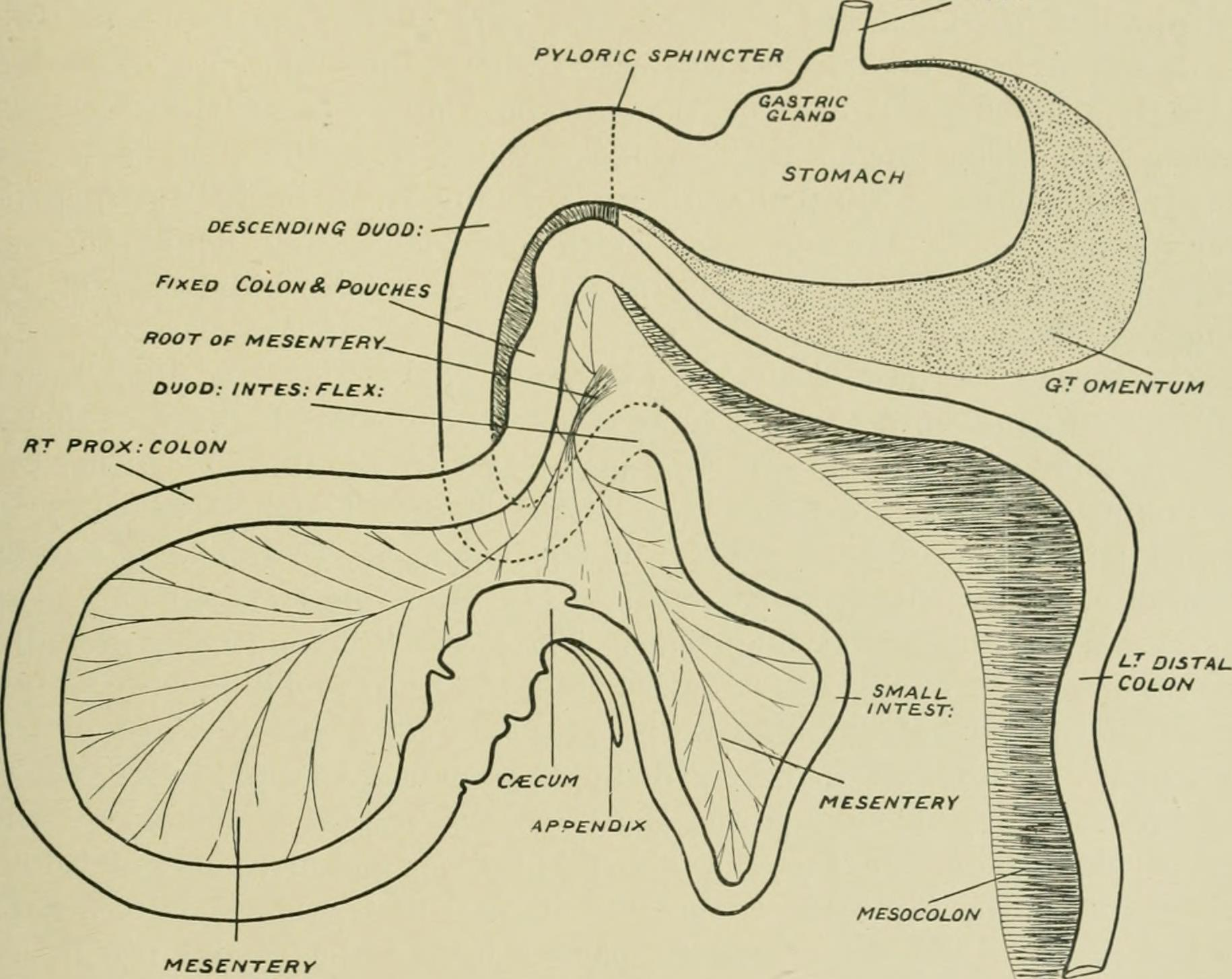
Embriología. Formación del tubo digestivo con sus variantes de peritoneo adosadas

El nombre de meso se aplica también a algunos repliegues del peritoneo urogenital.

## Ejemplos
- Mesosalpinx
- Mesometrio
- Mesoovario
- Mesenterio
- Mesocolon